# Акадиана
Акадиана (фр. L'Acadiane) — название региона, составляющего часть Луизианы (США) с сильным французским влиянием и высокой долей каджунов среди населения. Охватывает 22 прихода на низменных, заболоченных землях на юге и юго-западе штата в низовьях реки Миссисипи площадью 37 746 км².
Регион известен своей острой кухней. Сильно пострадал после урагана «Катрина». Крупнейшие города — Лейк-Чарльз, Александрия, Батон-Руж, Новый Орлеан.

## Население
Население региона — около 1,4 миллиона человек, включает в себя потомков франко-акадских беженцев — каджунов, часть которых и ныне говорит на особом диалекте французского языка (каджунский французский и креольский французский), собственно французских колонистов, франко-креолов, испанских колонистов с Канарских островов (исленьос), франкоязычных и англоязычных негров и мулатов, более поздних англо-американских и немецких колонистов.

## Флаг
В 1965 году Томас Дж. Арсено разработал флаг для Акадианы. (см. en:Flag of Acadiana)